# Stockholms madrigalsällskap

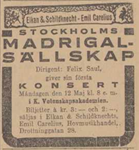
Annons i Svenska Dagbladet från Madrigalsällskapets första konsert

Stockholms madrigalsällskap (även kallad Stockholms Madrigalkör) var en blandad kör i Stockholm, grundad av Felix Saul 1918. Till skillnad från många körer i Sverige under 1900-talets första hälft med många korister utgjordes madrigalsällskapet av endast cirka 15–25 sångare. Körens syfte var "att även i Sverige återväcka till liv den rikedom på flerstämmig världslig sångmusik från dess klassiska skede, höjdpunkten på 1500-talet". Felix Saul ledde kören fram till sin död 1942 varefter ledningen övertogs av Hans Eppstein. Eric Ericson ledde kören under sin studietid på Kungliga Musikhögskolan i början av 1940-talet.